# Hon, Han och Andersson
Hon, Han och Andersson är en svensk dramafilm från 1926 regisserad av Gustaf Edgren.

## Om filmen
Filmen premiärvisades 4 oktober 1926. För foto och klippning svarade Adrian Bjurman. Scenerna med Vera Schmiterlöw vid de höga stupen spelades in i Getå. Övriga exteriörscener är filmade vid Saltsjöbaden och Haga i Stockholm. 

## Rollista i urval
- Vera Schmiterlöw – Maud Waller, journalist på Snällpost
- Nils Ohlin – Harry Bergfeldt, journalist på Dagskuriren
- Fridolf Rhudin – Emil Andersson, hotellvaktmästare
- Edit Ernholm – Augusta, jungfru hos Rinkow
- Sture Baude – direktör Sven Rinkow, finanshaj
- Mona Geijer-Falkner – fröken Nea Rinkow, Rinkows dotter
- Georg Blomstedt – Patrik Johansson, polis, kallad Hemliga Johansson
- Mathias Taube – Claes Gadd, chefredaktör på Dagskuriren
- Arvid Ljunggren – Arvid Ljunggren, skådespelare
- Erik Johansson – Johansson, skådespelare
- Carl-Gunnar Wingård – Wingård, skådespelare
- Hugo Lundström – Johan, gubben vid Rinkows sportstuga
- Anna Lilja – telefonreceptionist på Dagskurirens redaktion
- Wictor Hagman – finansherre
- Albert Christiansen – redaktionspojke